# Саволенка
Саволенка (рос. Саволенка) — село в Юхновському районі Калузької області Російської Федерації.
Населення становить 35 осіб. Входить до складу муніципального утворення Присілок Колихманово.

## Історія
Від 2004 року входить до складу муніципального утворення Присілок Колихманово

## Населення
| 2002 | 2010 |
| ---- | ---- |
| 45   | ↘35  |